# Sint-Vincentius a Paulokerk (Kleit)

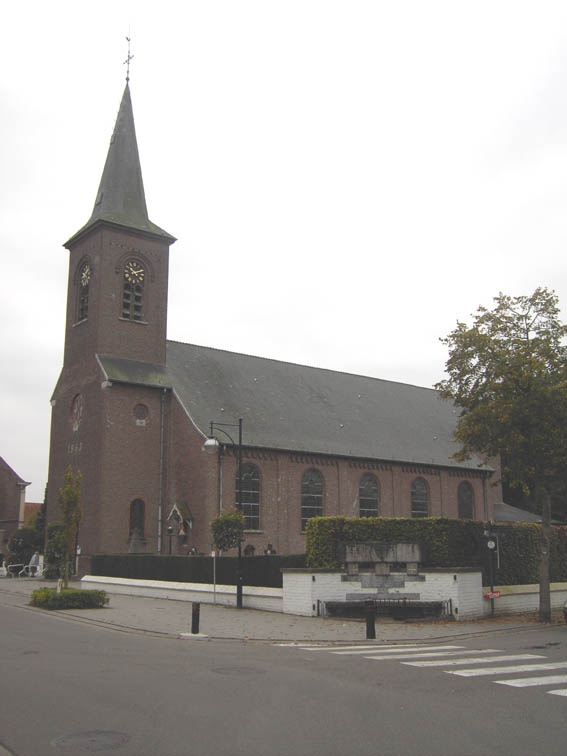
Sint-Vincentius a Paulokerk

De Sint-Vincentius a Paulokerk is de parochiekerk van het tot de Oost-Vlaamse gemeente Maldegem behorende dorp Kleit, gelegen aan de Kleitkalseide 103.

## Geschiedenis
De bewoning van Kleit gaat terug op een 12e-eeuwse nederzetting bij de Proosdij van Papinglo, waarbij de bevolking de kapel van deze proosdij benutte voor het bijwonen van de Mis. Eind 16e eeuw werd de abdij tijdens de godsdiensttwisten vernield en het duurde tot in de 19e eeuw voor er weer een bedehuis kwam waaraan, mede door de toegenomen bevolking, behoefte ontstond.
In 1857 werd een parochie gesticht en Edmond de Perre-Montigny ontwierp een kerkgebouw dat van 1859-1863 werd gebouwd, terwijl in 1857 ook een kerkhof werd ingezegend.

## Gebouw
Het betreft een bakstenen pseudobasilicale kerk in neoclassicistische stijl. De kerk heeft een voorgebouwde toren met ingangsportaal en een eenbeukig koor met driezijdige sluiting.

## Interieur
De kleurige neogotische binnenbeschildering werd in 1977 vervangen door een egale kleurstelling. Het interieur is voornamelijk neogotisch, maar enkele oudere voorwerpen, afkomstig van andere kerken, zijn eveneens aanwezig. Zo is het hoofdaltaar in barokstijl met een tabernakel van 1736. De preekstoel is van 1666 in renaissancestijl, en afkomstig uit de voormalige Heilige Kruisverheffingkerk van Sint-Kruis. Ook heeft de kerk een bijzonder orgel, mogelijk 17e-eeuws en vervaardigd door Jan Van Loo, wat afkomstig zou zijn van de decanale kerk van Dendermonde. Het werd in 1767 gerestaureerd door Van Peteghem.

## Omgeving
Aan de buitenzijde van de kerk is een ommegang met kapelletjes van 1899. Het betreft een kruisbeeld, drie kapelletjes gewijd aan Sint-Cornelius, drie kapelletjes gewijd aan Sint-Antonius Abt, en beelden van de Heilige Apollonia en van Antonius Abt. Om de kerk bevindt zich een kerkhof van 1858.